# Nikolái Lunin

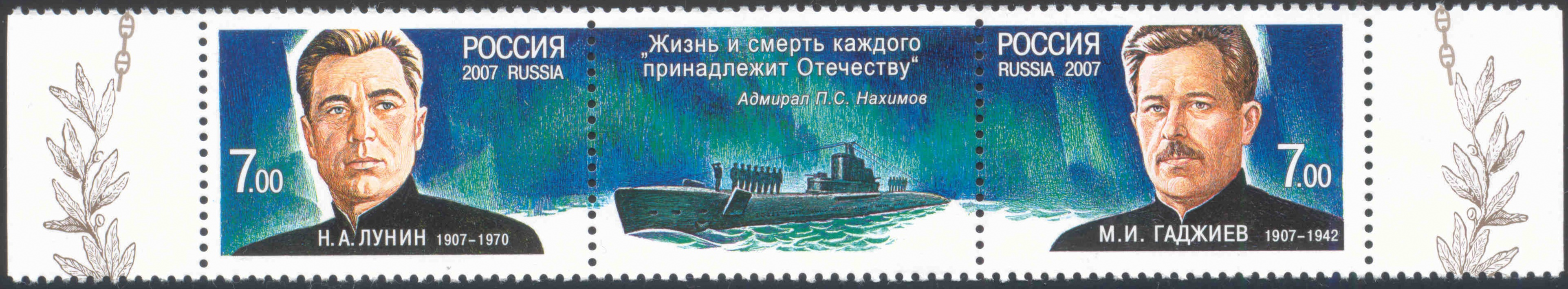
junto a Gajiev (derecha).

Nikolái Aleksándrovich Lunin (en ruso: Николай Александрович Лунин; 1907-1970) fue un almirante de la Armada soviética y Héroe de la Unión Soviética.
Lunin nació en Mariúpol como hijo de soldado. Estudió en Rostov en la universidad marina de Don y se unió a marina mercante sirviendo en el Azneft. Se inscribió en la Armada en 1935 y fue arrestado en la purga del año 1938 pero liberado al cabo de 13 meses. Fue transferido a la rama submarina.  
En 1941 Lunin comandaba el submarino Sch-421 junto a Fiódor Vidiáyev como su segundo comandante. Efectuó diversas patrullas exitosas hundiendo un transporte alemán. En 1942 dirigió el nuevo submarino K-21. En junio de ese año, el K-21 efectuó un último ataque funesto contra el buque alemán Tirpitz. Subsecuentemente efectuó más patrullas en aguas del Ártico hundiendo 17 transportes alemanes. En 1943 se convierte en comandante de Flota Norte de la brigada de submarinos y promovido a Almirante de Retaguardia en 1945.
Luegor Lunin se involucró en la exploración soviética del Ártico y Antártico. Lunin se retiró en 1962 y falleció en 1970. Está sepultado en el cementerio militar de San Petersburgo.

## Premios y honores
- Héroe de la Unión Soviética
- Orden de Lenin - dos veces
- Orden de Ushakov
- Orden de la Bandera Roja
- Orden de la Guerra Patriótica
- Orden de la Estrella Roja

Diversas calles le recuerdan en Muriupol, Polyarny y Odessa, junto con una escuela en Múrmansk